# Менден (Зауэрланд)
Менден (нем. Menden) — город в Германии, в земле Северный Рейн-Вестфалия.
Подчинён административному округу Арнсберг. Входит в состав района Меркиш. Население составляет 55 496 человек (на 31 декабря 2010 года). Занимает площадь 86,08 км². Официальный код — 05 9 62 040.
Город не имеет политико-административного деления, однако самостоятельные до 1974 года 24 общины и поселения, являющиеся теперь частями Мендена, по сей день сохранили свои особенности.
| Год  | Население |
| ---- | --------- |
| 1995 | 58 064    |
| 2000 | 59 285    |
| 2005 | 58 342    |
| 2010 | 56 078    |

## Фотографии

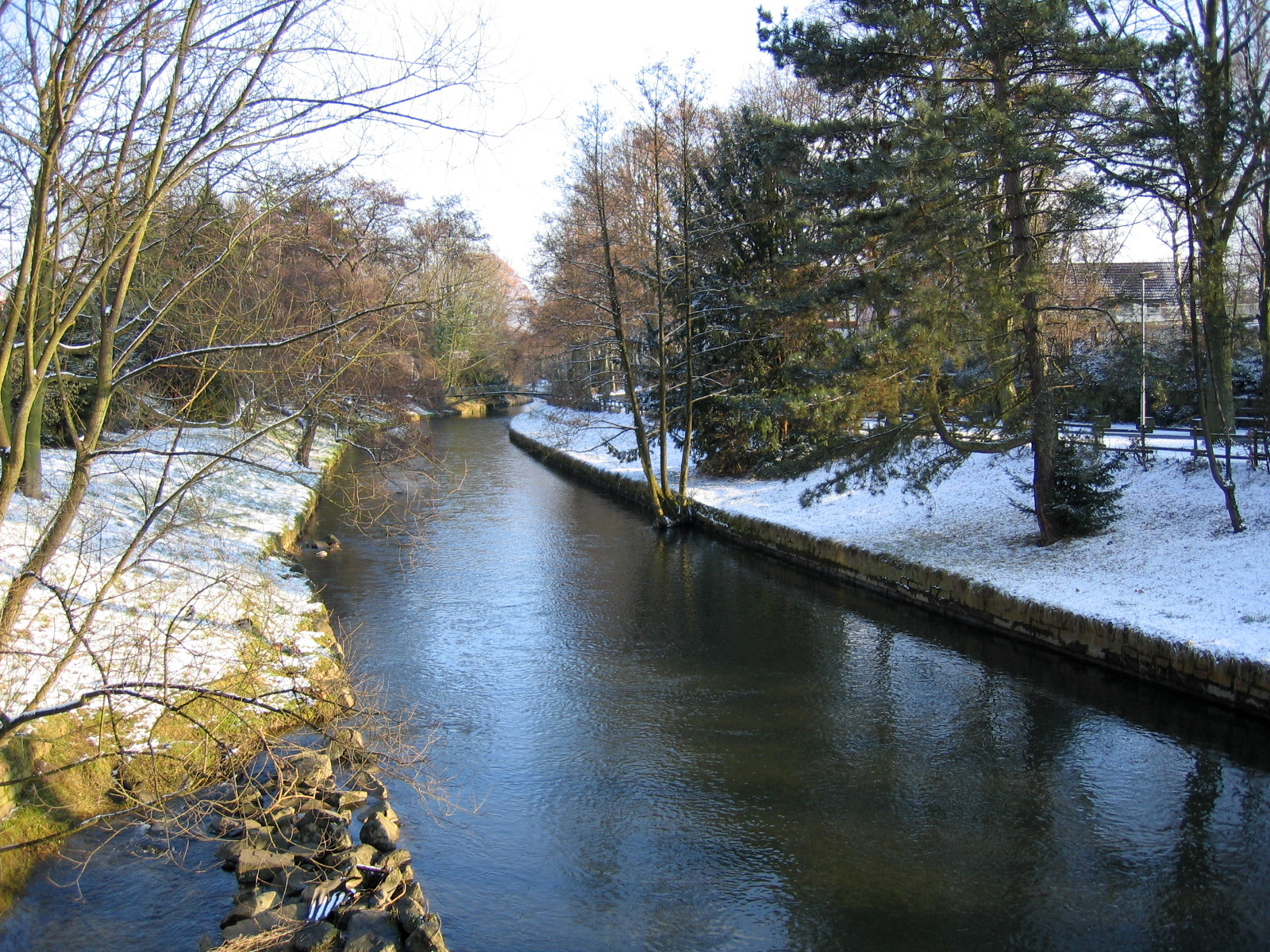
Река Хённе
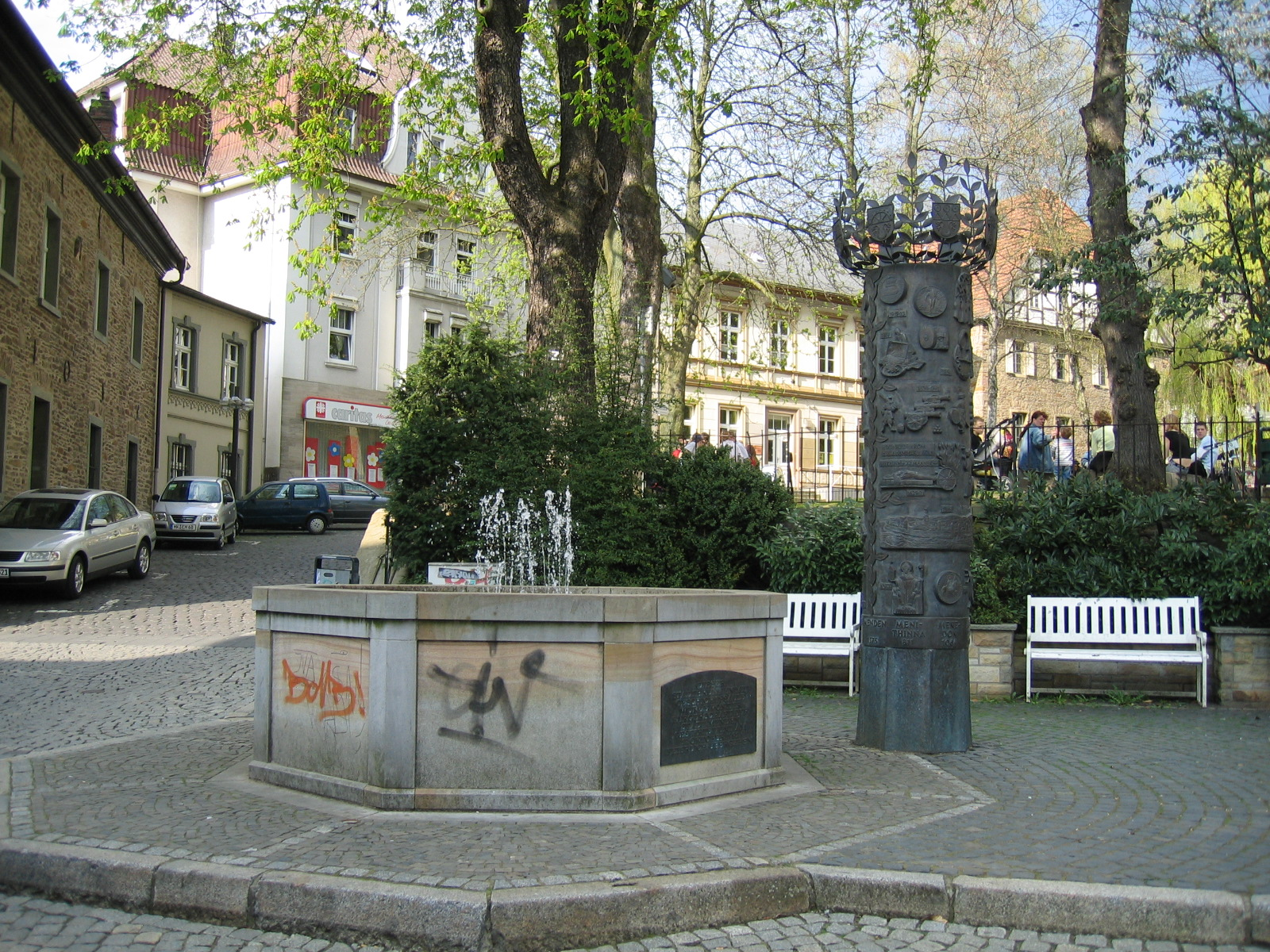
Историческая колонна с фонтаном
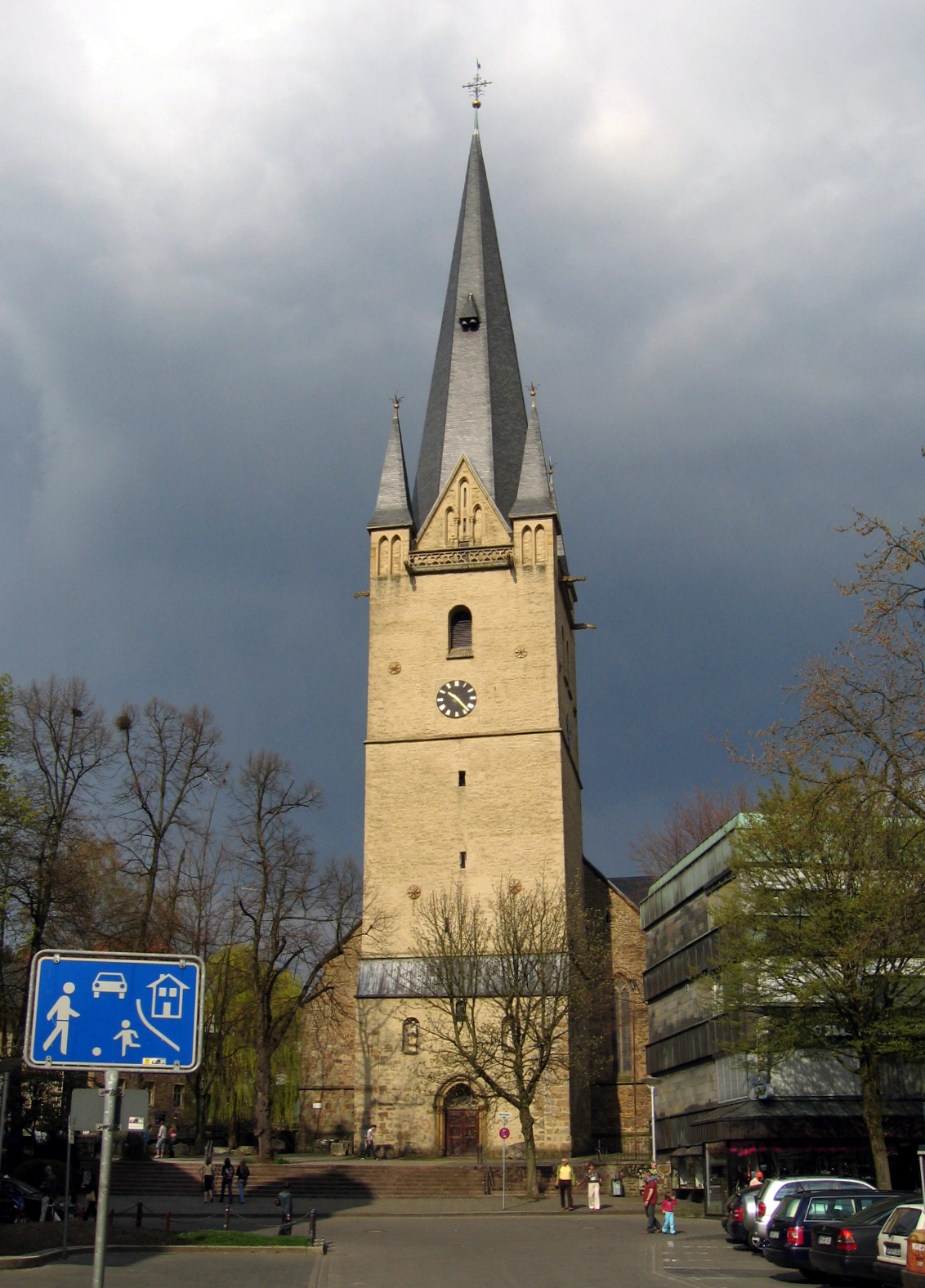
Башня церкви св. Винсента
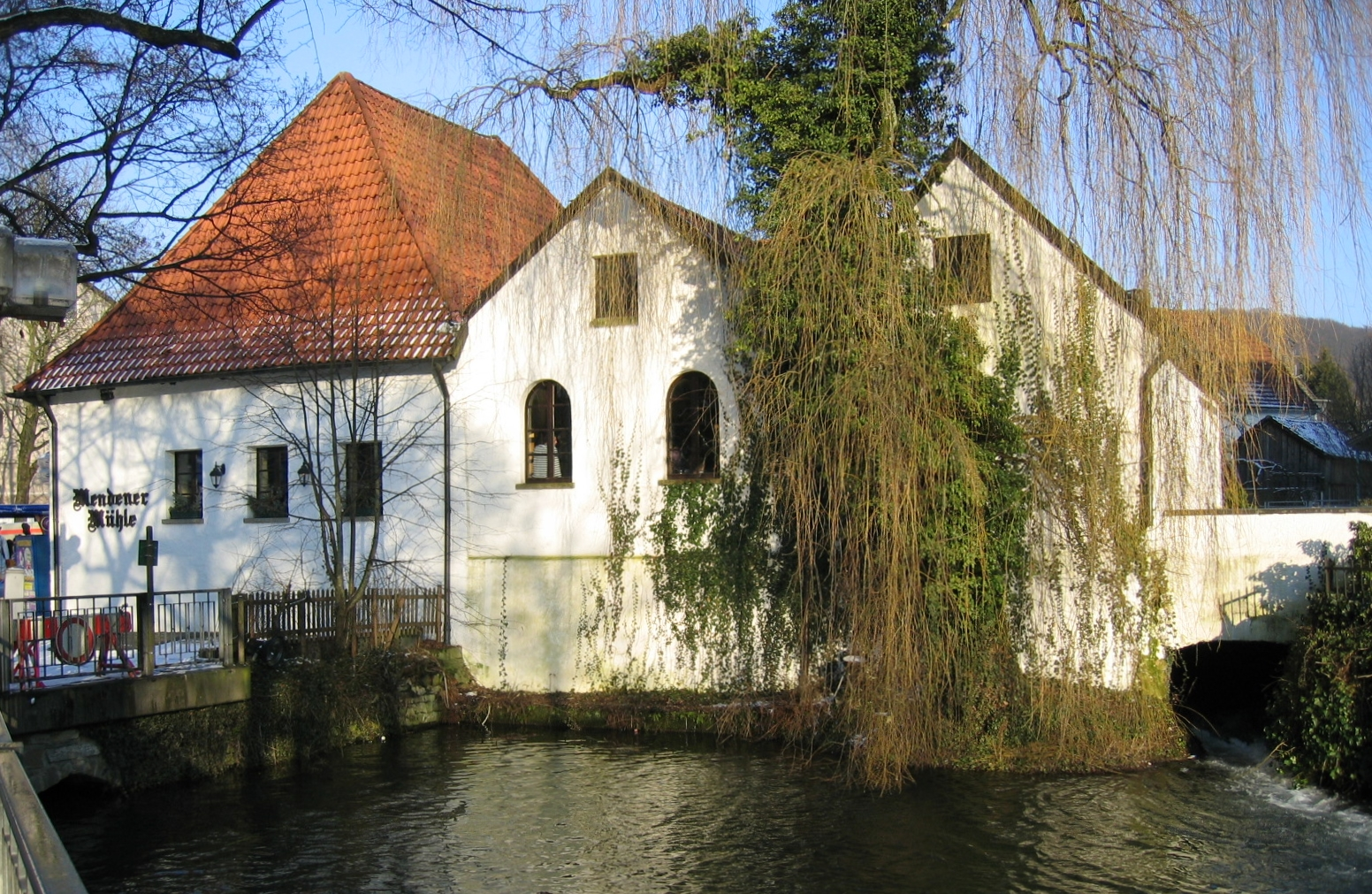
Мельница с прудом
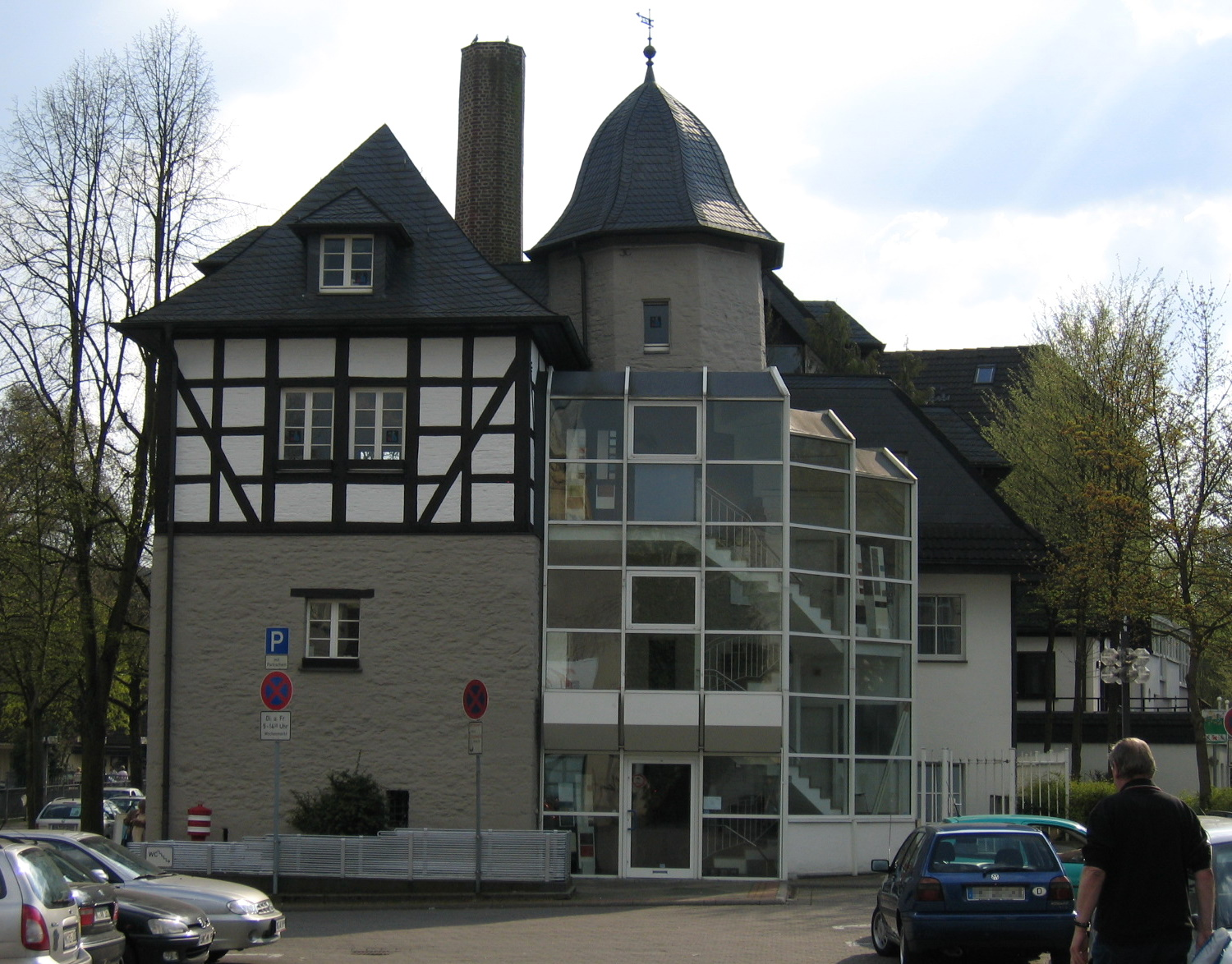
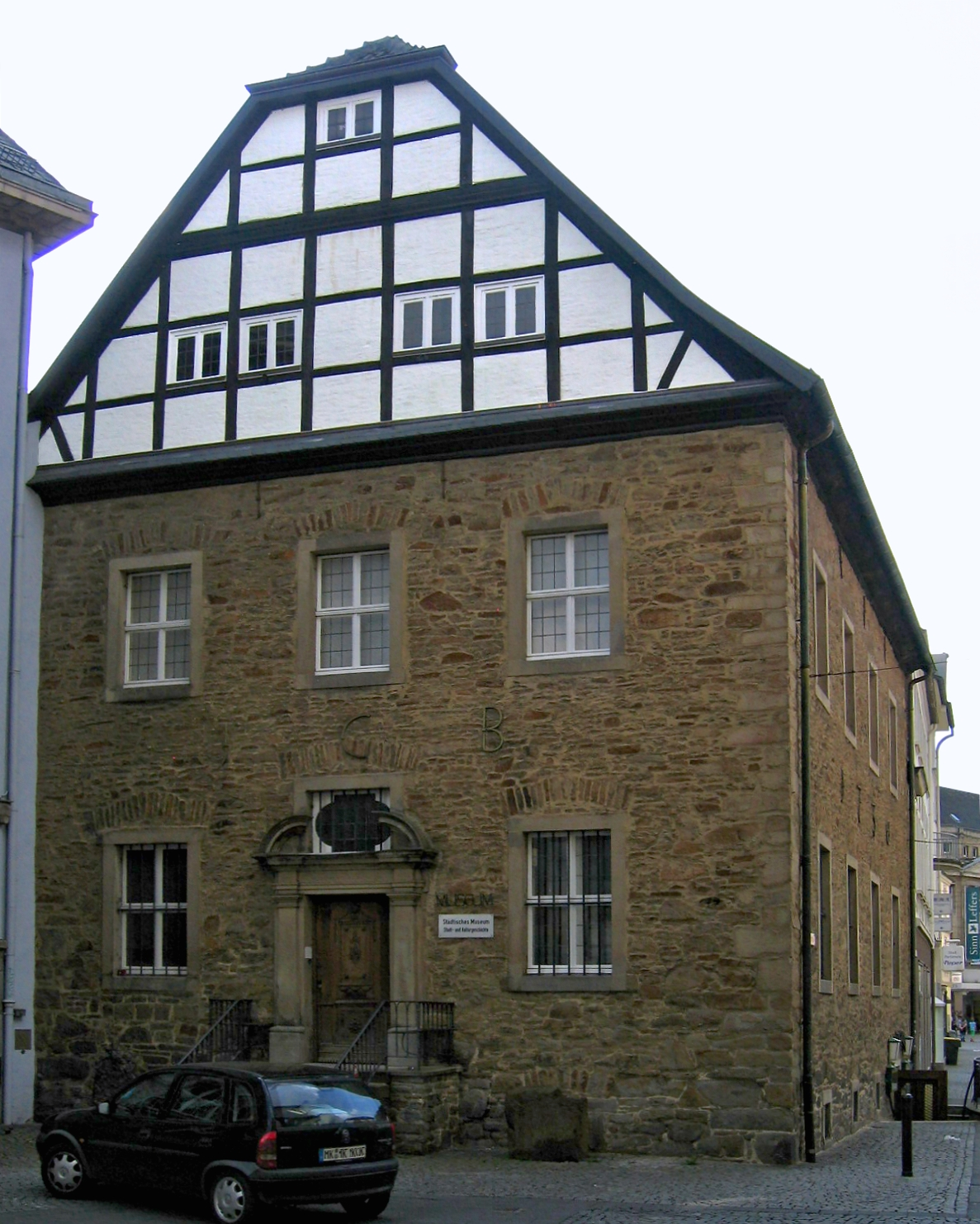
Городской музей
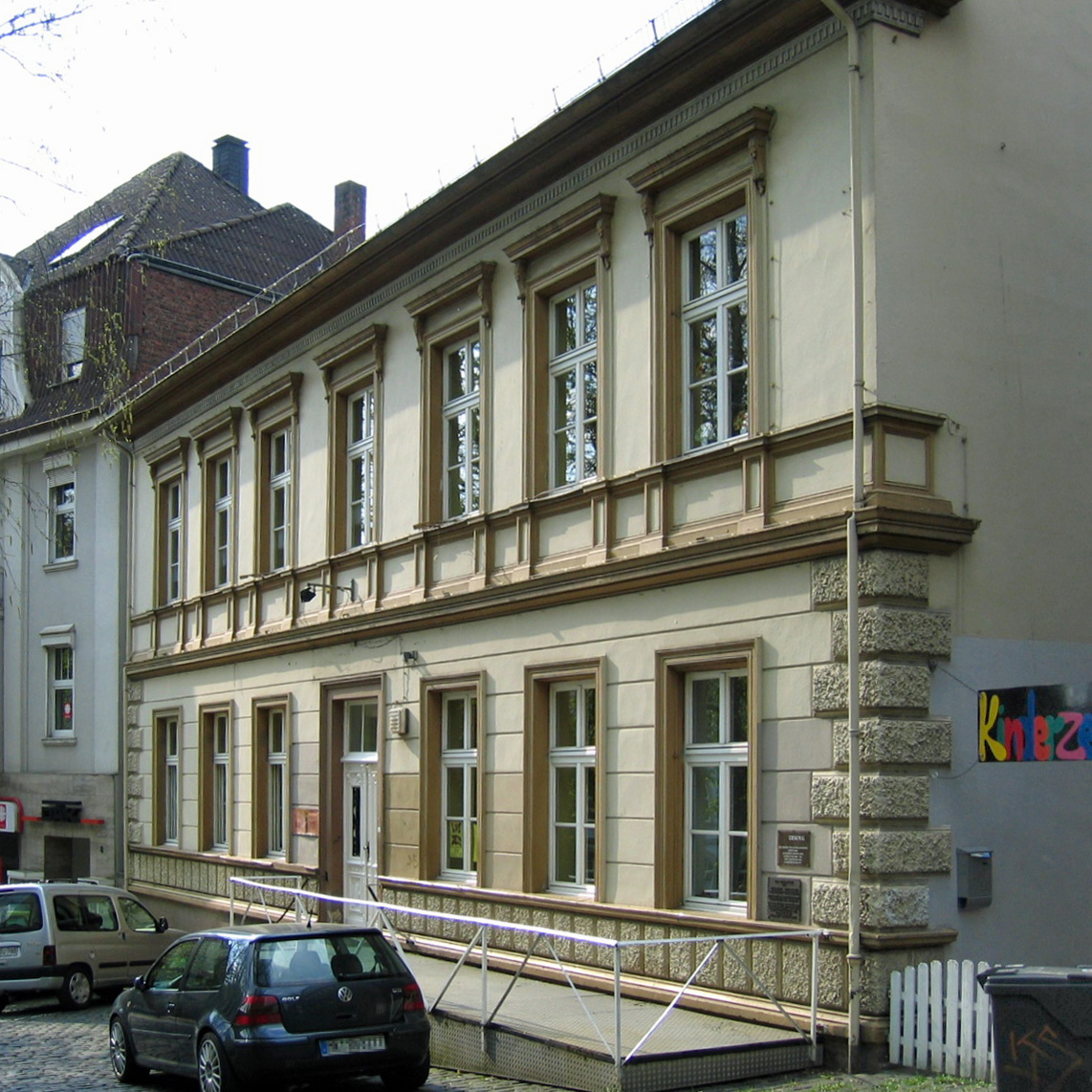
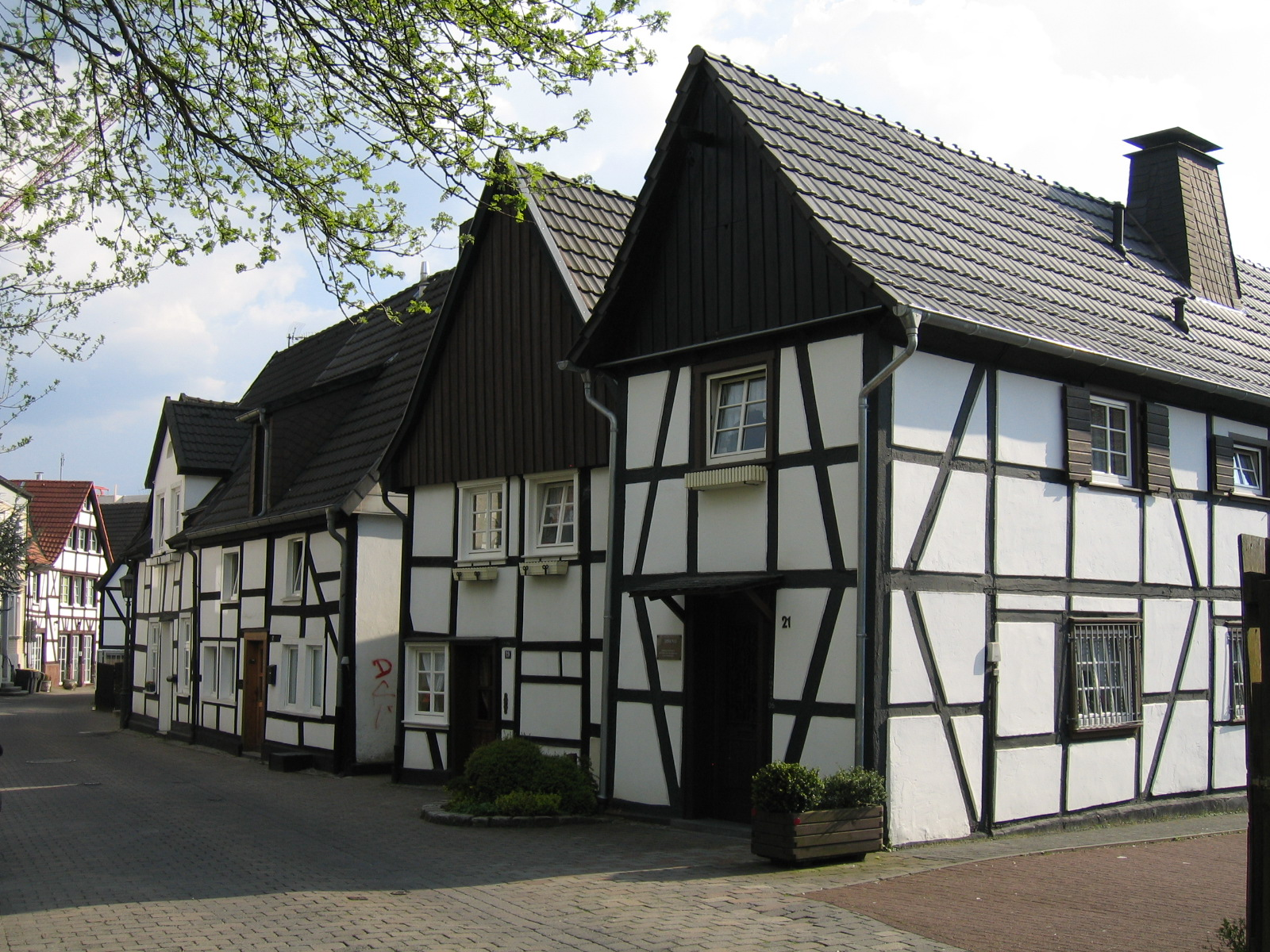
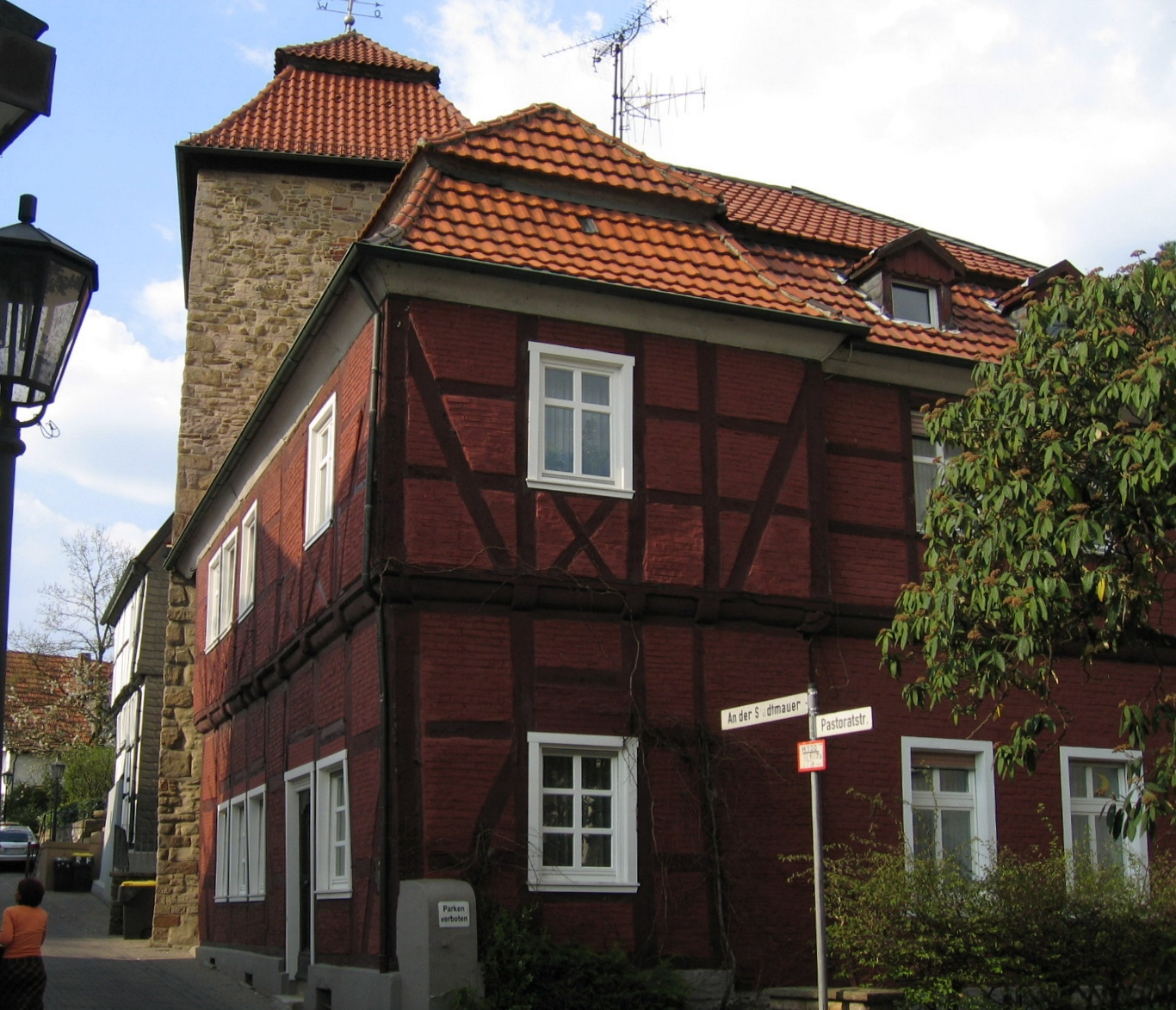
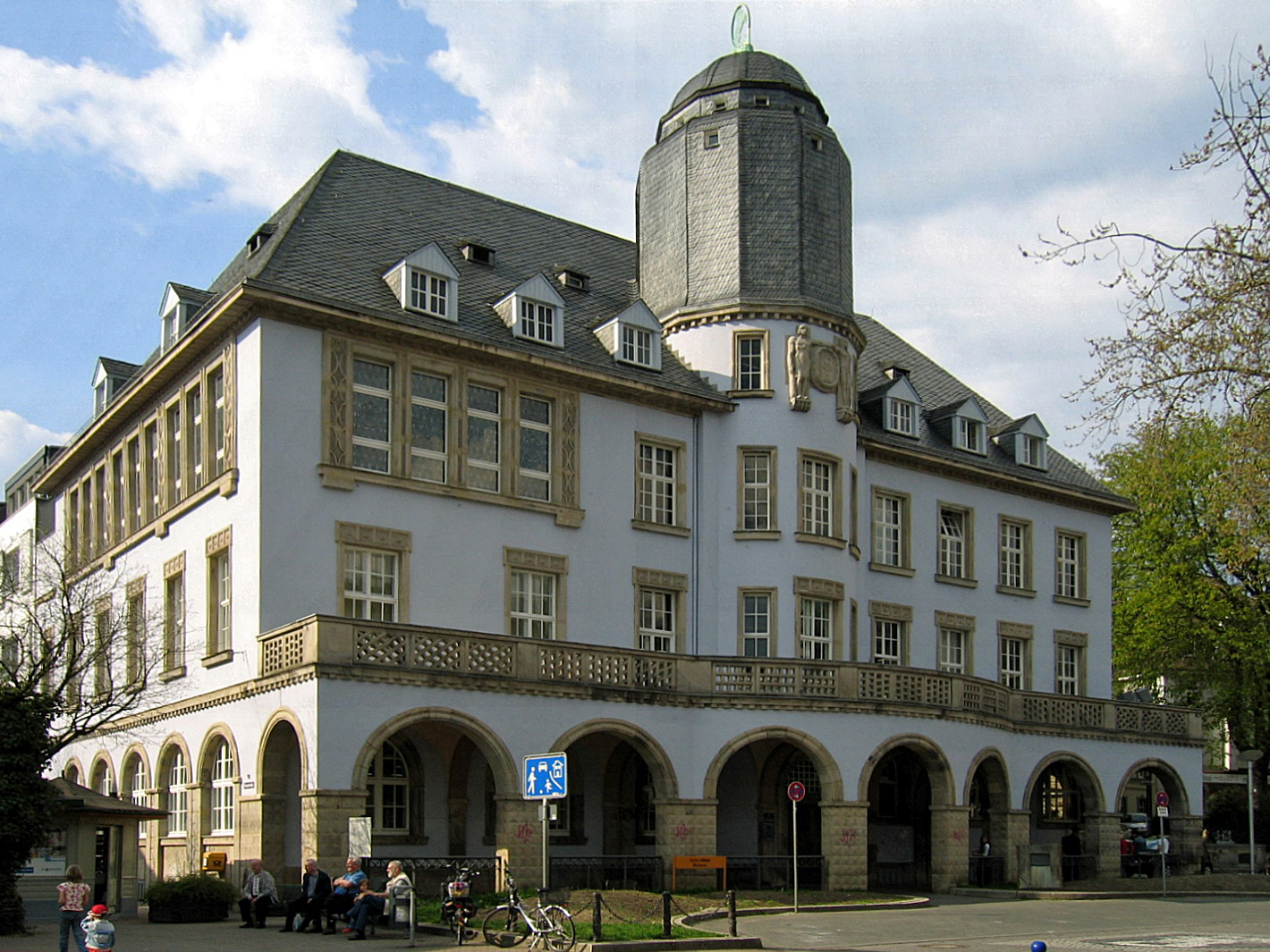
Старая ратуша
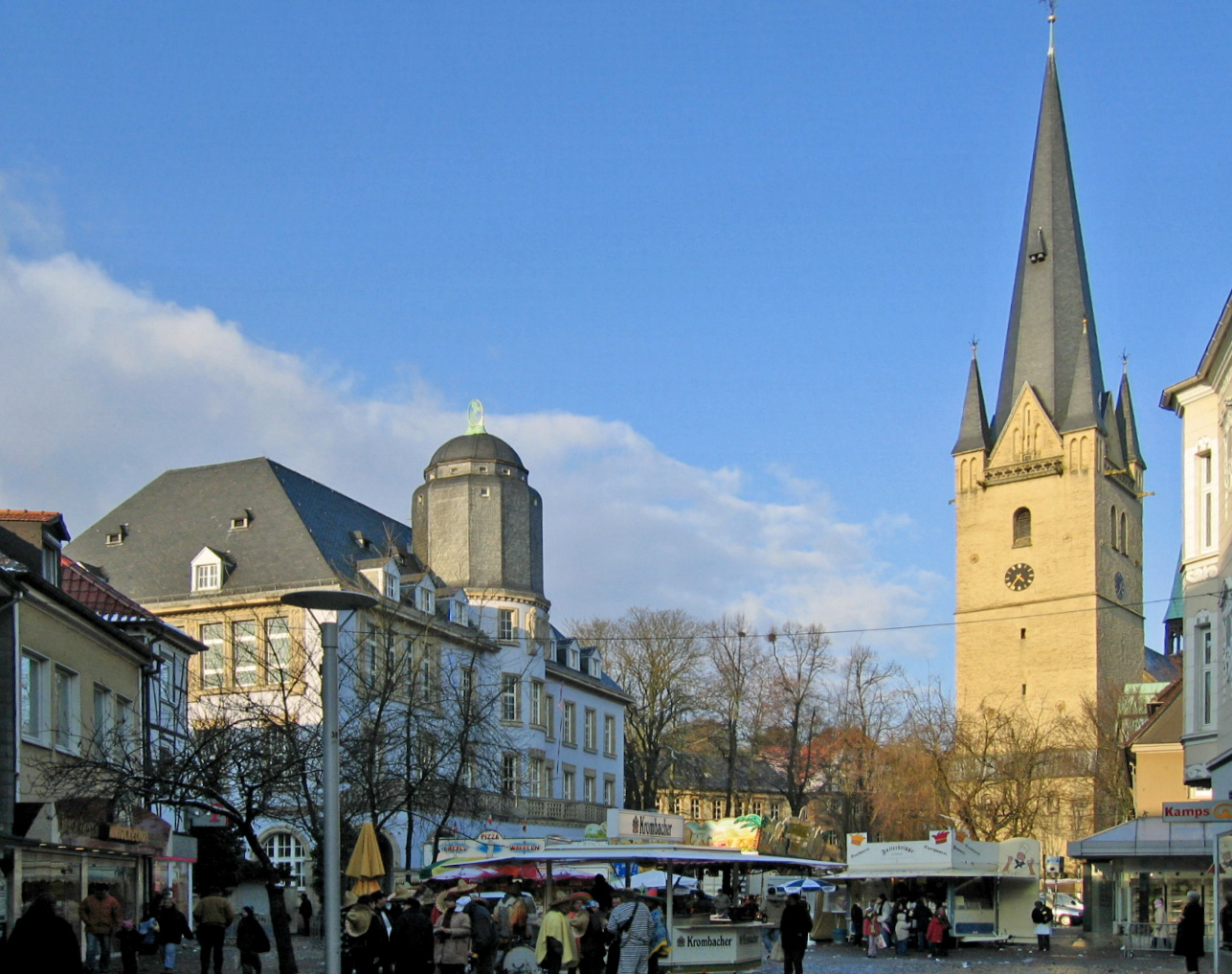
Торговая площадь
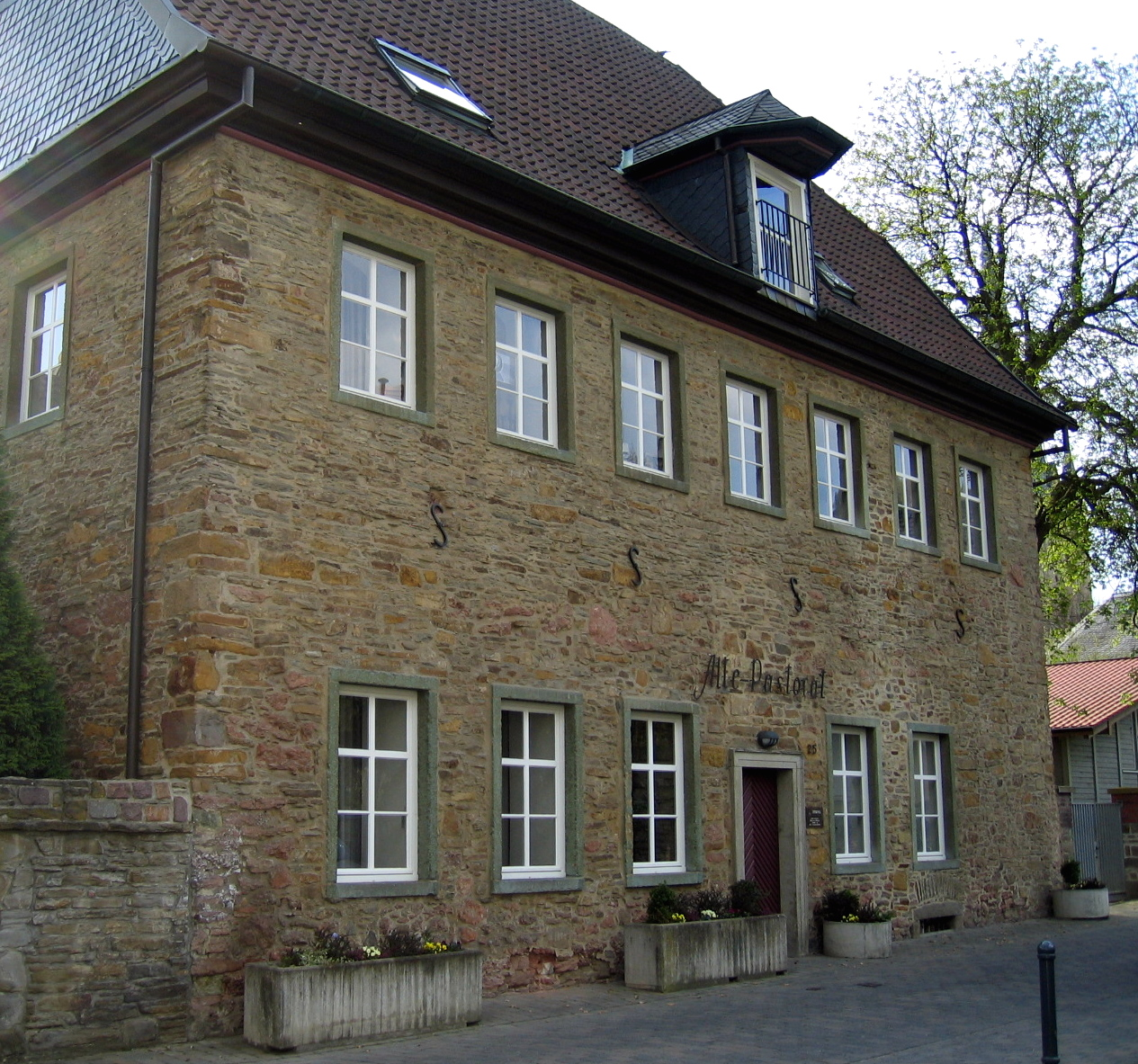
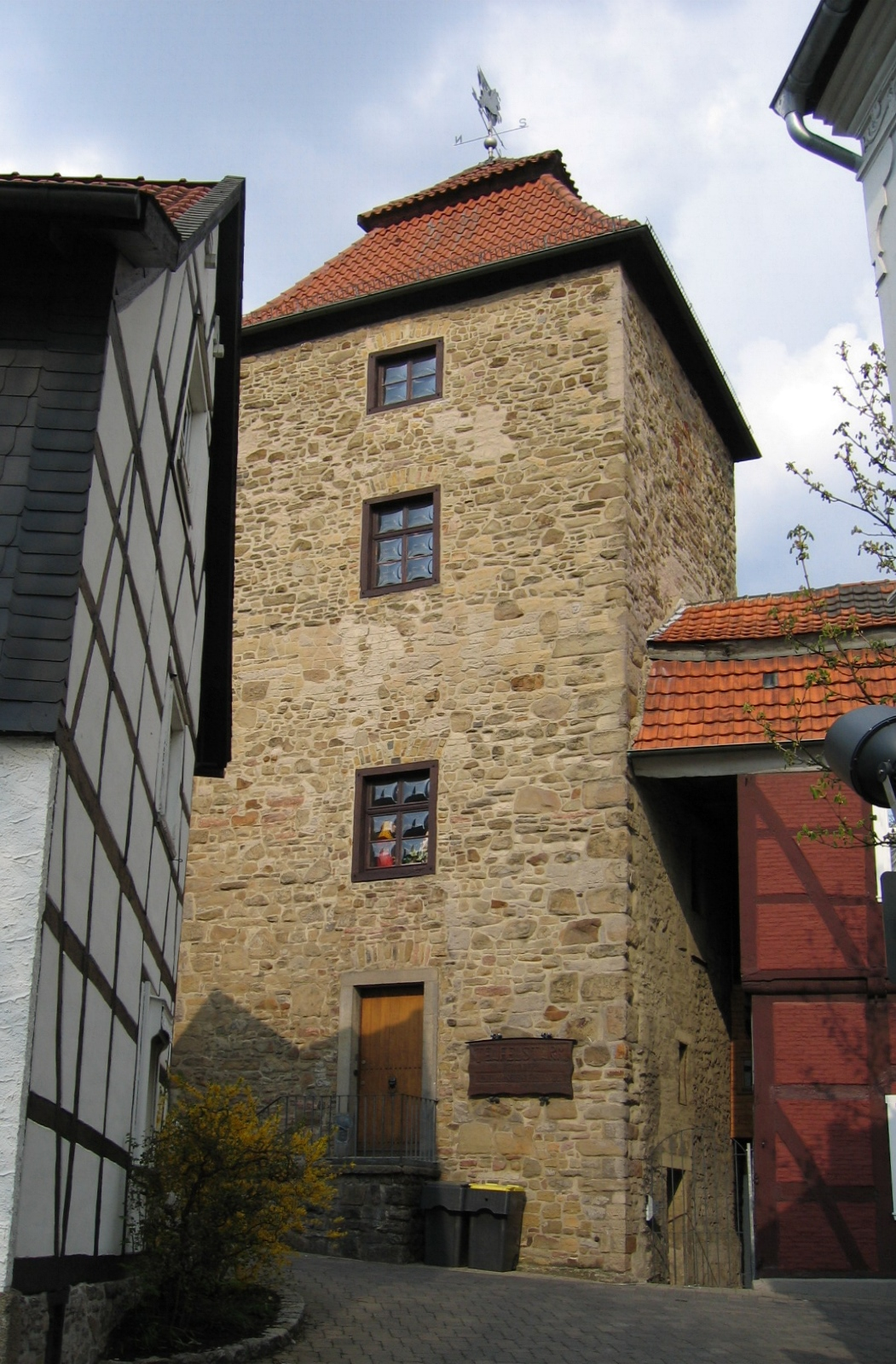
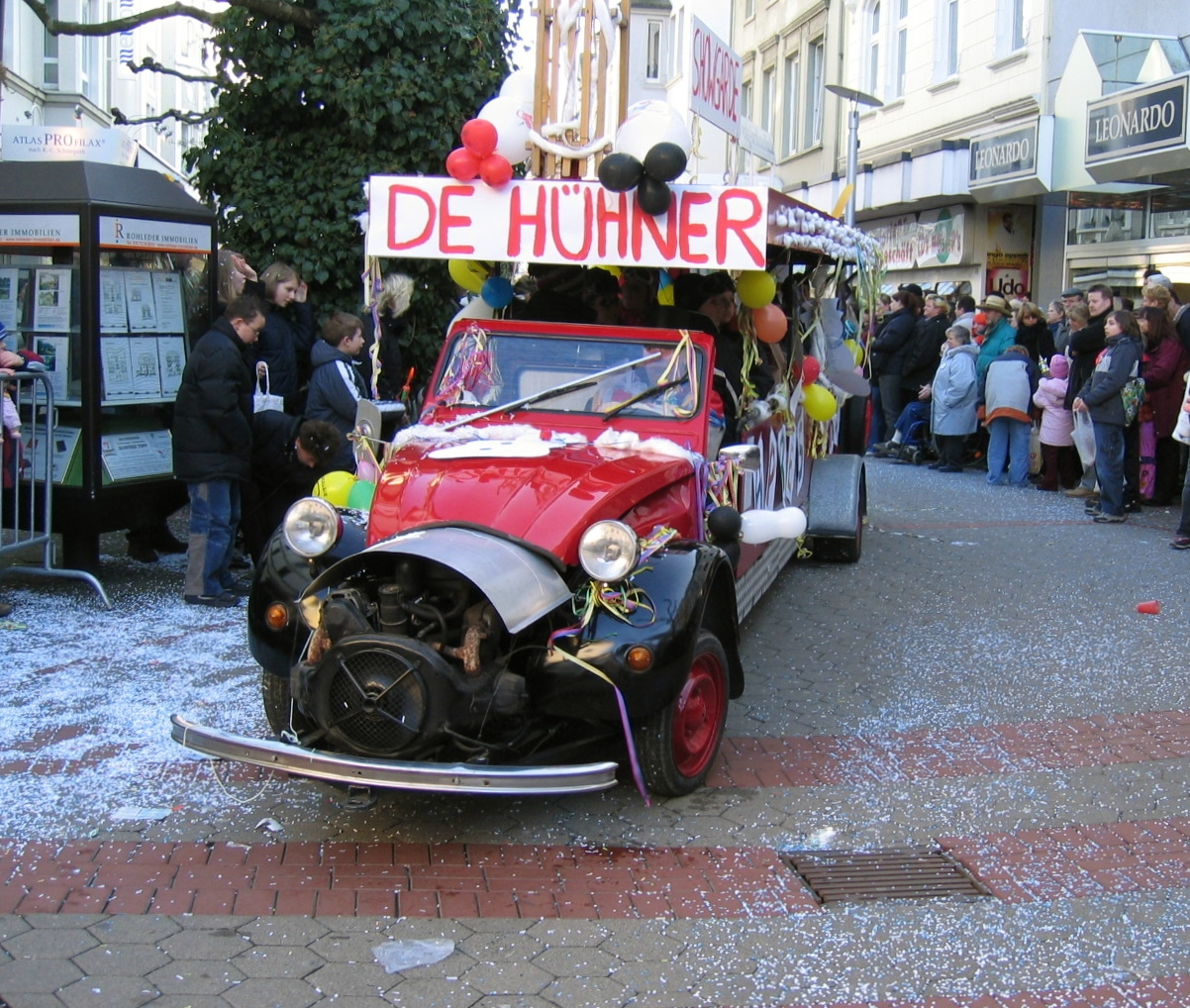